# Luis Hacha
Luis Hacha (Huesca, España; 11 de febrero de 1974) es un actor español. Conocido principalmente por su papel en la serie de comedia La que se avecina, interpretando al personaje de Manolo 72.

## Inicios
Luis Hacha es un actor español que inició sus estudios de actuación en 1994 en la Escuela de Teatro Cristina Rota además de tomar clases en el Estudio de Formación del actor Juan Carlos Corazza en 1996. En 2004 tomó el curso de Interpretación Audiovisual Arte4 Estudio de actores.
Inició su carrera como actor profesional en teatro en la obra Las bicicletas son para el verano de Fernando Fernán Gómez y Don Juan Tenorio ambas con la Compañía de teatro La Farándula.
Más tarde, y siguiendo en el mundo del teatro, participó en las puestas en escena de Macbeth de Shakespeare, dirigido por Gerardo Vera, y El barbero de Sevilla dirigido por Emilio Sagi, ambas en el Teatro Real de Madrid.
En el Teatro Príncipe Gran Vía presentó Tres sombreros de copa de Mihura y dirigido por Gustavo Pérez Puig.
También ha participado en telenovelas como: Al salir de clase (1999), El súper, historias de todos los días (1999), El secreto y La verdad de Laura (2002 - coproducciones de Televisa con Televisión Española) y Amar en tiempos revueltos (2006). En 2008 destaca su participación en el papel de Iñaki Iparraguirre en la telenovela mexicana En nombre del amor producida por Televisa. En 2018 intervino en la serie mexicana Y mañana será otro día.

## Filmografía

### Televisión
| Año         | Serie                     | Canal      | Personaje          | Notas        |
| ----------- | ------------------------- | ---------- | ------------------ | ------------ |
| 1999        | El súper                  | Telecinco  | David              | 80 episodios |
| 1999        | A las once en casa        | La 1       |                    | 1 episodio   |
| 1999 - 2000 | Al salir de clase         | Telecinco  | Vicente            | 25 episodios |
| 2000        | Hospital Central          | Telecinco  | Pablo              | 1 episodio   |
| 2001        | Antivicio                 | Antena 3   |                    | 1 episodio   |
| 2001        | El secreto                | La 1       | Jaime Bueno        | 5 episodios  |
| 2002        | La verdad de Laura        | La 1       | Nicolás            | 55 episodios |
| 2005        | Piel de otoño             | Televisa   | Iñaki              | 5 episodios  |
| 2005 - 2006 | Amar en tiempos revueltos | La 1       | Eduardo Alaya      | 22 episodios |
| 2006 - 2007 | Planta 25                 | Telemadrid |                    |              |
| 2008 - 2009 | En nombre del amor        | Televisa   | Iñaki Iparraguirre | 26 episodios |
| 2011        | La que se avecina         | Telecinco  | Manolo 72          | 1 episodio   |
| 2012        | Los protegidos            | Antena 3   |                    | 1 episodio   |
| 2017        | Vergüenza                 | Movistar+  |                    | 1 episodio   |
| 2018        | Y mañana será otro día    | Televisa   | Iñaki de la Maza   |              |

### Cine
En cine tuvo protagonizó el cortometraje En el salón del sueño dirigido por Miguel Garcés.
Participó en 2010 en la película DiDi Hollywood, protagonizada por Elsa Pataky y dirigida por Bigas Luna.